# Equipas no Campeonato Mundial de Basquetebol de 2006
Cada uma das equipas do Campeonato Mundial de Basquetebol de 2006 incluíram nas suas listas 12 jogadores, o que totalizou 288 jogadores somente nessa edição.

## Grupo A

### Argentina
Treinador: Sergio Hernández
| #  | Pos     | Nome               | Ano  | Equipa            |
| -- | ------- | ------------------ | ---- | ----------------- |
| 4  | Poste   | Luis Scola         | 1980 | TAU Cerámica      |
| 5  | Base    | Manu Ginóbili      | 1977 | San Antonio Spurs |
| 6  | Base    | Pepe Sánchez       | 1977 | Unicaja Málaga    |
| 7  | Poste   | Fabricio Oberto    | 1975 | San Antonio Spurs |
| 8  | Extremo | Wálter Herrmann    | 1980 | Charlotte Bobcats |
| 9  | Extremo | Gabriel Fernández  | 1976 | Whirlpool Varese  |
| 10 | Base    | Carlos Delfino     | 1982 | Detroit Pistons   |
| 11 | Base    | Pablo Prigioni     | 1977 | TAU Cerámica      |
| 12 | Extremo | Leonardo Gutiérrez | 1978 | Boca Juniors      |
| 13 | Extremo | Andrés Nocioni     | 1979 | Chicago Bulls     |
| 14 | Base    | Daniel Farabello   | 1976 | Whirlpool Varese  |
| 15 | Poste   | Rubén Wolkowyski   | 1973 | Khimki            |

### França
Treinador: Claude Bergeaud
| #  | Pos     | Nome             | Ano  | Equipa                   |
| -- | ------- | ---------------- | ---- | ------------------------ |
| 4  | Base    | Joseph Gomis     | 1978 | Grupo Capitol Valladolid |
| 5  | Extremo | Mickaël Gelabale | 1983 | Seattle SuperSonics      |
| 6  | Base    | Aymeric Jeanneau | 1978 | Cholet                   |
| 7  | Extremo | Laurent Foirest  | 1973 | ASVEL Villeurbanne       |
| 8  | Base    | Mickaël Piétrus  | 1982 | Golden State Warriors    |
| 9  | Extremo | Mamoutou Diarra  | 1980 | Chalons-sur-Sâone        |
| 10 | Base    | Yannick Bokolo   | 1985 | Le Mans                  |
| 11 | Extremo | Florent Piétrus  | 1981 | Unicaja Málaga           |
| 12 | Poste   | Johan Petro      | 1986 | Seattle SuperSonics      |
| 13 | Extremo | Boris Diaw       | 1982 | Phoenix Suns             |
| 14 | Extremo | Ronny Turiaf     | 1983 | Los Angeles Lakers       |
| 15 | Poste   | Frédéric Weis    | 1977 | Lagun Aro Bilbao         |

NB: Diarra replaced Tony Parker, who suffered a broken finger, just before the 24-hour deadline for submitting final squads.

### Líbano
Treinador: Paul Coughter
| #  | Pos     | Nome            | Ano  | Equipa       |
| -- | ------- | --------------- | ---- | ------------ |
| 4  | Base    | Jean Abdel-Nour | 1983 | Blue Stars   |
| 5  | Poste   | Hussein Tawbe   | 1982 | Al-Riyadhi   |
| 6  | Base    | Ali Mahmoud     | 1983 | Al-Riyadhi   |
| 7  | Base    | Rony Fahed      | 1981 | Blue Stars   |
| 8  | Base    | Omar El Turk    | 1981 | Al-Riyadhi   |
| 9  | Extremo | Brian Beshara   | 1977 | Blue Stars   |
| 10 | Extremo | Bassem Balaa    | 1981 | Club Sagesse |
| 11 | Poste   | Joseph Vogel    | 1973 | Al-Riyadhi   |
| 12 | Extremo | Ali Fakhreddine | 1983 | Al-Riyadhi   |
| 13 | Extremo | Sabah Khoury    | 1982 | Champville   |
| 14 | Poste   | Roy Samaha      | 1984 | Blue Stars   |
| 15 | Extremo | Fadi El Khatib  | 1979 | Club Sagesse |

### Nigéria
Treinador: Sanni Ahmed
| #  | Pos     | Nome               | Ano  | Equipa                      |
| -- | ------- | ------------------ | ---- | --------------------------- |
| 4  | Base    | Josh Akognon       | 1986 | Washington State University |
| 5  | Extremo | Ime Udoka          | 1977 | New York Knicks             |
| 6  | Base    | Ebi Ere            | 1981 | Liège                       |
| 7  | Extremo | Derrick Obahosan   | 1981 | Hyéres-Toulon               |
| 8  | Base    | Chamberlain Oguchi | 1986 | University of Oregon        |
| 9  | Extremo | Gabe Mouneke       | 1978 | Pinar Karsiyaka             |
| 10 | Base    | Jeff Varem         | 1983 | Pau Orthez                  |
| 11 | Extremo | Tunji Awojobi      | 1973 | Hapoel Jerusalem            |
| 12 | Poste   | Julius Nwosu       | 1971 | CSU Asesoft Ploiesti        |
| 13 | Extremo | Aloysius Anagonye  | 1981 | Joventut Badalona           |
| 14 | Extremo | Ekene Ibekwe       | 1985 | University of Maryland      |
| 15 | Poste   | Ikenne Nwankwo     | 1973 | Madeira                     |

### Sérvia e Montenegro
Treinador: Dragan Šakota
| #  | Pos     | Nome              | Ano  | Equipa                |
| -- | ------- | ----------------- | ---- | --------------------- |
| 4  | Base    | Bojan Popovic     | 1983 | Dynamo Moscow         |
| 5  | Extremo | Branko Jorovic    | 1981 | Akasvayu Girona       |
| 6  | Base    | Vule Avdalovic    | 1981 | Pamesa Valencia       |
| 7  | Poste   | Miroslav Raicevic | 1981 | Dynamo Moscow         |
| 8  | Base    | Igor Rakocevic    | 1978 | TAU Cerámica          |
| 9  | Poste   | Mile Ilic         | 1984 | New Jersey Nets       |
| 10 | Base    | Uroš Tripkovic    | 1986 | Partizan              |
| 11 | Poste   | Darko Milicic     | 1985 | Orlando Magic         |
| 12 | Poste   | Goran Nikolic     | 1976 | MMT Estudiantes       |
| 13 | Base    | Marko Marinovic   | 1983 | Akasvayu Girona       |
| 14 | Extremo | Ognjen Aškrabic   | 1979 | Dynamo St. Petersburg |
| 15 | Poste   | Kosta Perovic     | 1985 | Partizan              |

### Venezuela
Treinador: Néstor Salazar
| #  | Pos     | Nome                  | Ano  | Equipa                    |
| -- | ------- | --------------------- | ---- | ------------------------- |
| 4  | Extremo | Víctor David Díaz     | 1968 | Cocodrilos de Caracas     |
| 5  | Poste   | Pablo Machado         | 1977 | Guaros de Lara            |
| 6  | Base    | Ernesto Mijares       | 1976 | Marinos de Anzoátegui     |
| 7  | Poste   | Richard Lugo          | 1973 | Trotamundos de Carabobo   |
| 8  | Extremo | Tomás Aguilera        | 1977 | Trotamundos de Carabobo   |
| 9  | Extremo | Óscar Torres          | 1976 | BC Khimki                 |
| 10 | Base    | Carlos Cedeño         | 1985 | Guaiaqueries de Margarita |
| 11 | Poste   | Miguel Ángel Marriaga | 1984 | Gaiteros de Zulia         |
| 12 | Extremo | Gregory Vallenilla    | 1980 | Guaiaqueries de Margarita |
| 13 | Extremo | Alejandro Barrios     | 1979 | Trotamundos de Carabobo   |
| 14 | Poste   | Herbert Bayona        | 1978 | Guaiaqueries de Margarita |
| 15 | Extremo | Carlos Morris         | 1975 | Gatos de Monaga           |

## Group B

### Angola
Treinador: Antonio Carvalho
| #  | Pos     | Nome                   | Ano  | Equipa                  |
| -- | ------- | ---------------------- | ---- | ----------------------- |
| 4  | Base    | Olimpio Cipriano       | 1982 | Primeiro de Agosto      |
| 5  | Base    | Armando Costa          | 1983 | Primeiro de Agosto      |
| 6  | Base    | Carlos Morais          | 1985 | Petro Atlético          |
| 7  | Base    | Milton Barros          | 1984 | Petro Atlético          |
| 8  | Base    | Luis Costa             | 1978 | Petro Atlético          |
| 9  | Extremo | Victor De Carvalho     | 1969 | Petro Atlético          |
| 10 | Extremo | Joaquim Gomes (atleta) | 1980 | Eiffel Towers Den Bosch |
| 11 | Extremo | Emanuel Neto           | 1984 | Atlético Aviação        |
| 12 | Poste   | Abdel Bouckar          | 1980 | Primeiro de Agosto      |
| 13 | Base    | Carlos Almeida         | 1976 | Primeiro de Agosto      |
| 14 | Base    | Miguel Lutonda         | 1971 | Primeiro de Agosto      |
| 15 | Poste   | Eduardo Mingas         | 1979 | Petro Atlético          |

### Alemanha
Treinador: Dirk Bauermann
| #  | Pos     | Nome              | Ano  | Equipa                  |
| -- | ------- | ----------------- | ---- | ----------------------- |
| 4  | Base    | Mithat Demirel    | 1978 | Besiktas                |
| 5  | Extremo | Ademola Okulaja   | 1975 | Khimki                  |
| 6  | Extremo | Sven Schultze     | 1978 | Armani Jeans Milano     |
| 7  | Extremo | Robert Garrett    | 1977 | GHP Bamberg             |
| 8  | Poste   | Jan-Hendrik Jagla | 1981 | ALBA Berlin             |
| 9  | Base    | Steffen Hamann    | 1977 | GHP Bamberg             |
| 10 | Base    | Demond Greene     | 1979 | ALBA Berlin             |
| 11 | Base    | Pascal Roller     | 1976 | Deutsche Bank Skyliners |
| 12 | Base    | Johannes Herber   | 1983 | ALBA Berlin             |
| 13 | Poste   | Patrick Femerling | 1975 | Caja San Fernando       |
| 14 | Extremo | Dirk Nowitzki     | 1978 | Dallas Mavericks        |
| 15 | Extremo | Guido Grünheid    | 1982 | RheinEnergie Köln       |

### Japão
Treinador:  Željko Pavlicevic
| #  | Pos     | Nome               | Ano  | Equipa             |
| -- | ------- | ------------------ | ---- | ------------------ |
| 4  | Base    | Takuya Kawamura    | 1986 | OSG Phoenix        |
| 5  | Poste   | Daiji Yamada       | 1981 | Toyota Alvark      |
| 6  | Extremo | Ryota Sakurai      | 1983 | Toyota Alvark      |
| 7  | Base    | Kei Igarashi       | 1980 | Hitachi Sunrockers |
| 8  | Base    | Shinsuke Kashiwagi | 1981 | Aishin Sea Horses  |
| 9  | Base    | Takehiko Orimo     | 1970 | Toyota Alvark      |
| 10 | Extremo | Kousuke Takeuchi   | 1985 | Keio University    |
| 11 | Extremo | Tomoo Amino        | 1980 | Aishin Sea Horses  |
| 12 | Base    | Takahiro Setsumasa | 1972 | Toshiba Brave      |
| 13 | Extremo | Satoru Furuta      | 1971 | Toyota Alvark      |
| 14 | Extremo | Shunsuke Ito       | 1979 | Toshiba Brave      |
| 15 | Poste   | Joji Takeuchi      | 1985 | Tokai University   |

### Nova Zelândia
Treinador: Tab Baldwin
| #  | Pos     | Nome           | Ano  | Equipa                |
| -- | ------- | -------------- | ---- | --------------------- |
| 4  | Base    | Mark Dickel    | 1976 | Lokomotiv Rostov      |
| 5  | Base    | Aaron Olson    | 1978 | New Zealand Breakers  |
| 6  | Base    | Kirk Penney    | 1980 | Maccabi Tel Aviv      |
| 7  | Base    | Paul Henare    | 1979 | New Zealand Breakers  |
| 8  | Base    | Phil Jones     | 1974 | Vertical Vision Cantù |
| 9  | Base    | Paora Winitana | 1976 | G&H Hawks             |
| 10 | Base    | Dillon Boucher | 1975 | Brisbane Bullets      |
| 11 | Extremo | Pero Cameron   | 1974 | Bandirma Banvitspor   |
| 12 | Extremo | Mika Vukona    | 1982 | Nelson Giants         |
| 13 | Extremo | Casey Frank    | 1977 | Auckland Stars        |
| 14 | Poste   | Craig Bradshaw | 1983 | Winthrop University   |
| 15 | Poste   | Tony Rampton   | 1976 | Wollongong Hawks      |

NB: Ben Hill was put on standby when Mark Dickel tested positive for cannabis after a July match against Australia. However his suspension did not rule him out from any Championship games.

### Panamá
Treinador: Guillermo Vecchio
| #  | Pos     | Nome              | Ano  | Equipa                  |
| -- | ------- | ----------------- | ---- | ----------------------- |
| 4  | Poste   | Rubén Garcés      | 1973 | Pamesa Valencia         |
| 5  | Base    | Jair Peralta      | 1976 | Panteras de Miranda     |
| 6  | Base    | Rubén Douglas     | 1979 | Pamesa Valencia         |
| 7  | Base    | Maximiliano Gómez | 1975 | Los Toros del Chorrillo |
| 8  | Poste   | Kevin Daley       | 1976 | Harlem Globetrotters    |
| 9  | Poste   | Jamaal Levy       | 1983 | Atlético Bigua          |
| 10 | Extremo | Dionisio Gómez    | 1980 | Central Entrerriano     |
| 11 | Base    | Michael Hicks     | 1976 | Canguros Parque Lefevre |
| 12 | Base    | Ed Cota           | 1976 | Hapoel Jerusalem        |
| 13 | Extremo | Antonio García    | 1976 | Los Toros del Chorrillo |
| 14 | Extremo | Jaime Lloreda     | 1980 | Al-Ittihad              |
| 15 | Poste   | Eric Cárdenas     | 1973 | Defensor                |

### Espanha
Treinador: Pepu Hernández
| #  | Pos     | Nome                 | Ano  | Equipa                 |
| -- | ------- | -------------------- | ---- | ---------------------- |
| 4  | Poste   | Pau Gasol            | 1980 | Memphis Grizzlies      |
| 5  | Base    | Rudy Fernández       | 1985 | Joventut Badalona      |
| 6  | Base    | Carlos Cabezas       | 1980 | Unicaja Málaga         |
| 7  | Base    | Juan Carlos Navarro  | 1980 | FC Barcelona           |
| 8  | Extremo | José Manuel Calderón | 1981 | Toronto Raptors        |
| 9  | Poste   | Felipe Reyes         | 1980 | Real Madrid            |
| 10 | Extremo | Carlos Jiménez       | 1976 | Unicaja Málaga         |
| 11 | Base    | Sergio Rodríguez     | 1986 | Portland Trail Blazers |
| 12 | Base    | Berni Rodríguez      | 1980 | Unicaja Málaga         |
| 13 | Poste   | Marc Gasol           | 1985 | Akasvayu Girona        |
| 14 | Extremo | Alex Mumbrú          | 1979 | Real Madrid            |
| 15 | Extremo | Jorge Garbajosa      | 1977 | Toronto Raptors        |

## Group C

### Austrália
Treinador: Brian Goorjian
| #  | Pos     | Nome             | Ano  | Equipa                |
| -- | ------- | ---------------- | ---- | --------------------- |
| 4  | Poste   | Andrew Bogut     | 1984 | Milwaukee Bucks       |
| 5  | Extremo | David Barlow     | 1983 | Sydney Kings          |
| 6  | Extremo | Sam Mackinnon    | 1976 | Brisbane Bullets      |
| 7  | Base    | Luke Kendall     | 1978 | Sydney Kings          |
| 8  | Extremo | Brad Newley      | 1982 | Townsville Crocodiles |
| 9  | Extremo | CJ Bruton        | 1978 | Brisbane Bullets      |
| 10 | Extremo | Jason Smith      | 1974 | Sydney Kings          |
| 11 | Extremo | Mark Worthington | 1983 | Sydney Kings          |
| 12 | Extremo | Daniel Kickert   | 1983 | Saint Mary's College  |
| 13 | Poste   | Russell Hinder   | 1975 | Sydney Kings          |
| 14 | Base    | Aaron Bruce      | 1984 | Baylor University     |
| 15 | Poste   | Wade Helliwell   | 1979 | Lottomatica Roma      |

### Brasil
Treinador: Lula Ferreira
| #  | Pos     | Nome                 | Ano  | Equipa              |
| -- | ------- | -------------------- | ---- | ------------------- |
| 4  | Base    | Marcelinho Machado   | 1975 | Žalgiris Kaunas     |
| 5  | Base    | Nezinho dos Santos   | 1985 | COC Ribeirao Preto  |
| 6  | Extremo | Murilo Becker        | 1983 | Franca              |
| 7  | Poste   | Estevam Ferreira     | 1978 | Unitri Uberlândia   |
| 8  | Base    | Leandro Barbosa      | 1982 | Phoenix Suns        |
| 9  | Base    | Marcelinho Huertas   | 1983 | Joventut Badalona   |
| 10 | Base    | Alex Garcia          | 1980 | COC Ribeirao Preto  |
| 11 | Extremo | Anderson Varejão     | 1982 | Cleveland Cavaliers |
| 12 | Extremo | Guilherme Giovannoni | 1980 | Virtus Bologna      |
| 13 | Poste   | Caio Torres          | 1987 | MMT Estudiantes     |
| 14 | Poste   | Andre Bambú          | 1979 | Joinville           |
| 15 | Poste   | Tiago Splitter       | 1985 | TAU Cerámica        |

### Grécia
Treinador: Panagiotis Giannakis
| #  | Pos     | Nome                    | Ano  | Equipa           |
| -- | ------- | ----------------------- | ---- | ---------------- |
| 4  | Base    | Theodoros Papaloukas    | 1977 | CSKA Moscow      |
| 5  | Base    | Vassilis Spanoulis      | 1982 | Houston Rockets  |
| 6  | Base    | Nikos Zisis             | 1983 | Benetton Treviso |
| 7  | Poste   | Sofoklis Schortsianitis | 1985 | Olympiacos       |
| 8  | Extremo | Panagiotis Vasilopoulos | 1984 | Olympiacos       |
| 9  | Extremo | Antonis Fotsis          | 1981 | Dynamo Moscow    |
| 10 | Base    | Nikos Hatzivrettas      | 1977 | Panathinaikos    |
| 11 | Extremo | Dimos Dikoudis          | 1977 | Pamesa Valencia  |
| 12 | Extremo | Kostas Tsartsaris       | 1979 | Panathinaikos    |
| 13 | Base    | Dimitris Diamantidis    | 1980 | Panathinaikos    |
| 14 | Poste   | Lazaros Papadopoulos    | 1980 | Dynamo Moscow    |
| 15 | Extremo | Michalis Kakiouzis      | 1976 | FC Barcelona     |

### Lituânia
Treinador: Antanas Sireika
| #  | Pos     | Nome                | Ano  | Equipa             |
| -- | ------- | ------------------- | ---- | ------------------ |
| 4  | Base    | Tomas Delininkaitis | 1982 | Lietuvos Rytas     |
| 5  | Extremo | Mindaugas Žukauskas | 1975 | Scavolini Pesaro   |
| 6  | Base    | Arvydas Macijauskas | 1980 | Olympiacos         |
| 7  | Extremo | Darjuš Lavrinovic   | 1979 | Unics Kazan        |
| 8  | Base    | Giedrius Gustas     | 1980 | Dynamo Moscow      |
| 9  | Extremo | Darius Songaila     | 1978 | Washington Wizards |
| 10 | Base    | Mantas Kalnietis    | 1986 | Žalgiris Kaunas    |
| 11 | Extremo | Linas Kleiza        | 1985 | Denver Nuggets     |
| 12 | Poste   | Kšyštof Lavrinovic  | 1979 | Unics Kazan        |
| 13 | Base    | Simas Jasaitis      | 1982 | Maccabi Tel Aviv   |
| 14 | Extremo | Paulius Jankunas    | 1984 | Žalgiris Kaunas    |
| 15 | Poste   | Robertas Javtokas   | 1980 | Panathinaikos      |

### Qatar
Treinador: Joseph Stiebing
| #  | Pos     | Nome                    | Ano  | Equipa     |
| -- | ------- | ----------------------- | ---- | ---------- |
| 4  | Base    | Khalid Al Nasr          | 1980 | Al Arabi   |
| 5  | Base    | Malek Saleem            | 1985 | Al Rayyan  |
| 6  | Base    | Saad Abdulraham Ali     | 1985 | As Saad    |
| 7  | Base    | Daoud Musa              | 1982 | Qatar Club |
| 8  | Extremo | Khaled Suleyman         | 1987 | As Saad    |
| 9  | Extremo | Ali Turki               | 1982 | Al Jaysh   |
| 10 | Extremo | Baker Ahmad Mohammed    | 1986 | Al Rayyan  |
| 11 | Extremo | Erfan Ali Saeed         | 1983 | Al Rayyan  |
| 12 | Poste   | Mohammed Saleem Abdulla | 1979 | Al Rayyan  |
| 13 | Extremo | Hammam Ismail           | 1983 |            |
| 14 | Poste   | Hashem Zaidan           | 1980 | Al Alhi    |
| 15 | Poste   | Omer Abgader Salem      | 1983 | Al Rayyan  |

### Turquia
Treinador: Bogdan Tanjevic
| #  | Pos     | Nome            | Ano  | Equipa                          |
| -- | ------- | --------------- | ---- | ------------------------------- |
| 4  | Base    | Cenk Akyol      | 1987 | Efes Pilsen                     |
| 5  | Poste   | Ermal Kurtoglu  | 1980 | Efes Pilsen                     |
| 6  | Base    | Engin Atsur     | 1984 | North Carolina State University |
| 7  | Base    | Ender Arslan    | 1983 | Efes Pilsen                     |
| 8  | Extremo | Ersan Ilyasova  | 1987 | Milwaukee Bucks                 |
| 9  | Base    | Serkan Erdogan  | 1978 | TAU Cerámica                    |
| 10 | Extremo | Ibrahim Kutluay | 1974 | Fenerbahçe Ülkerspor            |
| 11 | Poste   | Fatih Solak     | 1980 | Galatasaray                     |
| 12 | Poste   | Kerem Gönlüm    | 1977 | Efes Pilsen                     |
| 13 | Poste   | Semih Erden     | 1986 | Fenerbahçe Ülkerspor            |
| 14 | Poste   | Kaya Peker      | 1980 | TAU Cerámica                    |
| 15 | Base    | Hakan Demirel   | 1986 | Fenerbahçe Ülkerspor            |

## Group D

### China
Treinador: Jonas Kazlauskas
| #  | Pos     | Nome           | Ano  | Equipa                    |
| -- | ------- | -------------- | ---- | ------------------------- |
| 4  | Base    | Chen Jianghua  | 1989 | Guangdong Southern Tigers |
| 5  | Base    | Liu Wei        | 1980 | Sacramento Kings          |
| 6  | Base    | Zhang Qingpeng | 1985 | Liaoning Hunters          |
| 7  | Extremo | Wang Shipeng   | 1983 | Guangdong Southern Tigers |
| 8  | Extremo | Zhu Fangyu     | 1983 | Guangdong Southern Tigers |
| 9  | Base    | Sun Yue        | 1985 | Beijing Aoshen Olympians  |
| 10 | Poste   | Zhang Songtao  | 1985 | Beijing Aoshen Olympians  |
| 11 | Poste   | Yi Jianlian    | 1987 | Guangdong Southern Tigers |
| 12 | Poste   | Mo Ke          | 1982 | Bayi Rockets              |
| 13 | Poste   | Yao Ming       | 1980 | Houston Rockets           |
| 14 | Poste   | Wang Zhizhi    | 1979 | Bayi Rockets              |
| 15 | Extremo | Du Feng        | 1981 | Guangdong Southern Tigers |

### Itália
Treinador: Carlo Recalcati
| #  | Pos     | Nome               | Ano  | Equipa            |
| -- | ------- | ------------------ | ---- | ----------------- |
| 4  | Base    | Fabio Di Bella     | 1978 | Virtus Bologna    |
| 5  | Base    | Gianluca Basile    | 1975 | FC Barcelona      |
| 6  | Extremo | Stefano Mancinelli | 1983 | Climamio Bologna  |
| 7  | Base    | Matteo Soragna     | 1975 | Benetton Treviso  |
| 8  | Poste   | Denis Marconato    | 1975 | FC Barcelona      |
| 9  | Base    | Marco Belinelli    | 1986 | Climamio Bologna  |
| 10 | Base    | Andrea Pecile      | 1980 | Montepaschi Siena |
| 11 | Extremo | Andrea Michelori   | 1978 | Virtus Bologna    |
| 12 | Extremo | Mason Rocca        | 1977 | Carpisa Napoli    |
| 13 | Base    | Marco Mordente     | 1979 | Benetton Treviso  |
| 14 | Poste   | Luca Garri         | 1982 | Lottomatica Roma  |
| 15 | Extremo | Angelo Gigli       | 1983 | Benetton Treviso  |

### Porto Rico
Treinador: Julio Toro
| #  | Pos     | Nome                | Ano  | Equipa                  |
| -- | ------- | ------------------- | ---- | ----------------------- |
| 4  | Poste   | Peter John Ramos    | 1985 | Washington Wizards      |
| 5  | Extremo | Angelo Reyes        | 1982 | Criollos de Caguas      |
| 6  | Base    | Roberto Hatton      | 1977 | Ponce Lions             |
| 7  | Base    | Carlos Arroyo       | 1979 | Orlando Magic           |
| 8  | Base    | Rick Apodaca        | 1980 | Polpak Swiecie          |
| 9  | Base    | Christian Dalmau    | 1975 | Prokom Trefl Sopot      |
| 10 | Base    | Larry Ayuso         | 1977 | Arecibo Captains        |
| 11 | Extremo | Antonio Latimer     | 1978 | San German Atlethics    |
| 12 | Base    | Filiberto Rivera    | 1982 | Criollos de Caguas      |
| 13 | Poste   | Manuel Narvaez      | 1981 | Ponce Lions             |
| 14 | Extremo | Carmelo Antrone Lee | 1977 | Guaynabo Conquistadores |
| 15 | Poste   | Daniel Santiago     | 1976 | Unicaja Málaga          |

### Senegal
Treinador: Moustapha Gaye
| #  | Pos     | Nome              | Ano  | Equipa                   |
| -- | ------- | ----------------- | ---- | ------------------------ |
| 4  | Poste   | Makthar N'Diaye   | 1972 | Levallois                |
| 5  | Base    | El Kabir Pene     | 1984 | Auvergne                 |
| 6  | Base    | Pape Ibrahim Faye | 1980 | Al Rayyan                |
| 7  | Base    | Babacar Cissé     | 1976 | Le Havre                 |
| 8  | Extremo | Sitapha Savané    | 1978 | Gran Canaria Grupo Dunas |
| 9  | Extremo | Maleye N'Doye     | 1980 | Dijon                    |
| 10 | Base    | Mamadou Diouf     | 1983 | Sendai 89ers             |
| 11 | Extremo | Souleymane Aw     | 1981 | ASCC BOPP                |
| 12 | Extremo | Moustapha Niang   | 1977 | Chorale Roanne           |
| 13 | Poste   | Mamadou N'Diaye   | 1975 | PAOK                     |
| 14 | Poste   | Ndongo N'Diaye    | 1977 | Primeiro de Agosto       |
| 15 | Extremo | Malick Badiane    | 1984 | Deutsche Bank Skyliners  |

### Eslovénia
Treinador: Aleš Pipan
| #  | Pos     | Nome                | Ano  | Equipa                |
| -- | ------- | ------------------- | ---- | --------------------- |
| 4  | Extremo | Goran Jurak         | 1977 | Vertical Vision Cantù |
| 5  | Base    | Jaka Lakovic        | 1978 | FC Barcelona          |
| 6  | Base    | Sašo Ožbolt         | 1981 | Olimpija Ljubljana    |
| 7  | Base    | Sani Becirovic      | 1981 | Climamio Bologna      |
| 8  | Poste   | Radoslav Nesterovic | 1976 | Toronto Raptors       |
| 9  | Base    | Beno Udrih          | 1982 | San Antonio Spurs     |
| 10 | Extremo | Boštjan Nachbar     | 1981 | New Jersey Nets       |
| 11 | Extremo | Željko Zagorac      | 1981 | Domžale               |
| 12 | Base    | Marko Milic         | 1977 | Olimpija Ljubljana    |
| 13 | Base    | Goran Dragic        | 1986 | Slovan Ljubljana      |
| 14 | Poste   | Uroš Slokar         | 1983 | Toronto Raptors       |
| 15 | Poste   | Primož Brezec       | 1979 | Charlotte Bobcats     |

### Estados Unidos
Treinador: Mike Krzyzewski
| #  | Pos     | Nome            | Ano  | Equipa               |
| -- | ------- | --------------- | ---- | -------------------- |
| 4  | Extremo | Joe Johnson     | 1981 | Atlanta Hawks        |
| 5  | Base    | Kirk Hinrich    | 1981 | Chicago Bulls        |
| 6  | Base    | LeBron James    | 1984 | Cleveland Cavaliers  |
| 7  | Extremo | Antawn Jamison  | 1976 | Washington Wizards   |
| 8  | Extremo | Shane Battier   | 1978 | Houston Rockets      |
| 9  | Base    | Dwyane Wade     | 1982 | Miami Heat           |
| 10 | Base    | Chris Paul      | 1985 | NO/OKC Hornets       |
| 11 | Poste   | Chris Bosh      | 1984 | Toronto Raptors      |
| 12 | Poste   | Dwight Howard   | 1985 | Orlando Magic        |
| 13 | Poste   | Brad Miller     | 1976 | Sacramento Kings     |
| 14 | Extremo | Elton Brand     | 1979 | Los Angeles Clippers |
| 15 | Extremo | Carmelo Anthony | 1984 | Denver Nuggets       |